# Roxy Hunter i straszny Halloween
Roxy Hunter i straszny Halloween (ang. Roxy Hunter and the Horrific Halloween, 2008) – amerykański film familijny wyprodukowany przez The N. Film opowiada o kolejnych przygodach Roxy Hunter i jej najlepszego przyjaciela – Maxa.
Jest to kontynuacja trzech filmów: Roxy Hunter i duch (2008), Roxy Hunter i tajemnica szamana (2009) i Roxy Hunter i mityczna syrenka (2009).

## Obsada
- Aria Wallace – Roxy Hunter
- Demetrius Joyette – Max
- Robin Brûle – Susan Hunter
- Yannick Bisson – Jon
- Connor Price – Stefan
- Devon Bostick – Drew
- Juan Chioran – Vlad
- Brandon Craggs – Stevie
- Roger Dunn – Szeryf Tom
- Connor Fyfe – Timmy
- Tyler Fyfe – Tommy
- Marcia Laskowski – Janet
- Maria Lebb – Babcia Petrscu
- Austin Macdonald – Andy
- Connor McAuley – Seth
- Joe Pingue – Deputy Poots
- Julian Richings – Pan Tibers
- Martin Roach – Pierre
- Vik Sahay – Rama
- Tara Shelley – Jill